# Camilla Frostell
Camilla Jenny Elisabeth Frostell-Agrell, född 17 juni 1952, är en finländsk översättare och bibliotekarie. Hon har översatt såväl både barn- som vuxenböcker från finska till svenska sedan 1989. Bland de författare hon översatt märks Arto Paasilinna (drygt 20 böcker), Leena Lander, Anja Snellman, Kari Hotakainen, Asko Sahlberg, Kirsti Simonsuuri, Kirsi Vainio Korhonen, Markus Nummi och Siri Kolu.
Hon är bosatt i Sverige sedan 1978 och gift med  Wilhelm Agrell, historiker och professor i underrättelseanalys.

## Översättningar (urval)
- Klas Ahlvik: Den lille mannen med de stora skorna (Pienen miehen suuret kengät) (Rabén & Sjögren, 1989)
- Riitta Jalonen: Änglanätter (Enkeliyöt) (Raben & Sjögren, 1990)
- Leena Lander: De mörka fjärilarnas hem (Tummien perhosten koti) (Bonnier, 1993)
- Tapani Suominen(fi): Noshörningarnas tid (Sarvikuonojen aika) (Studiekamraten, 1997)
- Markus Nummi: Det förlorade Paris (Kadonnut Pariisi) (Bonnier, 1997)
- Siri Kolu(fi): När jag blev stulen andra veckan i juni (Me Rosvolat) (Bonnier Carlsen, 2013)
- Rakel Liehu: Helene. En roman om konstnären Helene Schjerfbeck. Forum, 2005.
- Asko Sahlberg: Eklunden ("Tammilehto"). Norstedts, 2007.
- Juha Itkonen: Låt mig älska mer ("Anna minun rakastaa enemmän") Bonnier, 2008.
- Jukka Behm(fi): Dr Mumbai. Forum, 2009.
- Johanna Ilmakunnas: Ett ståndsmässigt liv. Familjen von Fersens livsstil på 1700-talet. SLS/Atlantis, 2012.
- Kirsi Vainio-Korhonen: De frimodiga. Barnmorskor, födande och kroppslighet på 1700-talet. SLS, 2016.
- Pajtim Statovci: Min katt Jugoslavien ("Kissani Jugoslavia") Norstedts, 2016.
- Riikka Pulkkinen: Den bästa av världar (Paras mahdollinen maailma) Norstedts, 2019.

## Priser
- 2000 – Albert Bonniers 100-årsminne
- 2005 – De Nios översättarpris
- 2005 – Finska statens utländska översättarpris